# Martynas Gecevičius
 Martynas Gecevičius  (* 16. Mai 1988 in Vilnius) ist ein litauischer Basketballspieler.
Er lernte an der 41. Sekundarschule Vilnius in Karoliniškės.

## Karriere

### Verein
Martynas Gecevičius lernte das Basketballspielen in der Basketballschule von Šarūnas Marčiulionis. Seinen ersten Profi-Vertrag unterschrieb er 2004 bei Sakalai Vilnius. Im Januar 2007 wechselte er zum Stadtnachbar Lietuvos Rytas. Nachdem er mit Lietuvos Rytas 2007 die BBL gewonnen hatte, wurde das Jahr 2009 zum erfolgreichsten Jahr bei LRytas. Gecevičius gewann mit seinem Verein den ULEB Eurocup, die BBL und das litauische Double aus Meisterschaft und Pokal. Auch 2010 konnte das nationale Double verteidigt werden. Zum Beginn der Saison 2011/12 wechselte Gecevičius nach Griechenland zu Olympiakos Piräus. Mit Olympiakos gewann er 2012 die griechische Meisterschaft. Im gleichen Jahr feierte Gecevičius seinen bisher größten persönlichen Erfolg mit dem Gewinn der EuroLeague 2012. Diesen Titel konnte er mit seinem Team 2013 verteidigen. Zu Beginn der Saison 2013/14 wechselte er zurück zu Lietuvos Rytas.

### Litauische Basketballnationalmannschaft
Nachdem Gecevičius verschiedene litauische Auswahlteams durchlaufen hatte, wurde er 2010 in die litauische Basketballnationalmannschaft berufen. Er nahm Teil an der Basketball-Weltmeisterschaft 2010 und gewann die Bronzemedaille.

## Erfolge
- EuroLeague Sieger: 2012, 2013
- Griechischer Meister: 2012
- LKL Meister: 2009
- BBL Meister: 2007, 2009
- Basketball-Weltmeisterschaft 2010, Türkei – Bronzemedaille
- Bester litauischer Spieler der Saison 2013/14 in der VTB United League[2]

## Persönliches
Stančiūtė ist seit 2016 mit der litauischen Tennisspielerin Lina Stančiūtė verheiratet.